# Ozierawo
Ozierawo (biał. Азярава; ros. Озерава) – wieś na Białorusi, w obwodzie witebskim, w rejonie brasławskim, w sielsowiecie Widze.
W Skorowidzu z 1924występuje pod nazwą Ozierawa.

## Historia
W czasach zaborów w granicach Imperium Rosyjskiego.
W 1865 wieś zamieszkiwały 52 osoby.
W dwudziestoleciu międzywojennym wieś leżała w Polsce, w województwie nowogródzkim (od 1926 w województwie wileńskim), w powiecie dziśnieńskim (od 1926 w powiecie brasławskim), w gminie Bohiń a następnie w gminie Opsa.
Według Powszechnego Spisu Ludności z 1921 roku wieś zamieszkiwało 385 osób, 36 było wyznania rzymskokatolickiego, 342 prawosławnego, a 8 staroobrzędowego. Jednocześnie 5 mieszkańców zadeklarowało polską przynależność narodową, a 380 białoruską. Było tu 55 budynków mieszkalnych. W 1931 w 71 domach zamieszkiwały 382 osoby.
Wierni należeli do parafii rzymskokatolickiej w Wasiewiczach i prawosławnej w Kozianach. Miejscowość podlegała pod Sąd Grodzki w Opsie i Okręgowy w Wilnie; właściwy urząd pocztowy mieścił się w Kozianach.